# Тукупита
Тукупита (исп. Tucupita) — город в Венесуэле. Административный центр одноимённого муниципалитета и штата Дельта-Амакуро.

## География
Город расположен в дельте Ориноко. Местность в окрестностях города покрыты манграми, богата флорой и фауной. Город основан в 1885 году, и служил центром торговли кукурузой, бананами, какао, сахарным тростником и табаком, выращенным во внутренних районах провинции. Тукупита начала стремительно развиваться в середине 1960-х годов после постройки плотины в дельте реки Ориноко и развития нефтяной промышленности. 

## Религия
Город является центром апостольского викариата Тукупиты Римско-Католической церкви, и местом расположения кафедрального собора Дивина Пастора.

## Туризм
Основная статья доходов города — экотуризм. Проводятся экскурсии в деревни индейцев Варрау.